# Thomas Bryant
Thomas Jermaine Bryant (Rochester, Nueva York, 31 de julio de 1997) es un baloncestista estadounidense que pertenece a la plantilla de los Indiana Pacers de la NBA. Con 2,08 metros de estatura, juega en la posición de pívot.

## Trayectoria deportiva

### Primeros años
Jugó los primeros tres años de su etapa de secundaria en el Bishop Kearney High School de Irondequoit, pero tras comprometerse a seguir sus estudios en la Universidad de Indiana, la última temporada de instituto la jugó en el Huntington Prep School de Huntington (Virginia Occidental), promediando esa temporada 17,3 puntos, 11,6 rebotes y 4,5 tapones por partido, ganándose un puesto en el prestigioso McDonald's All-American Game, y en el Jordan Brand Classic de ese año.

### Universidad

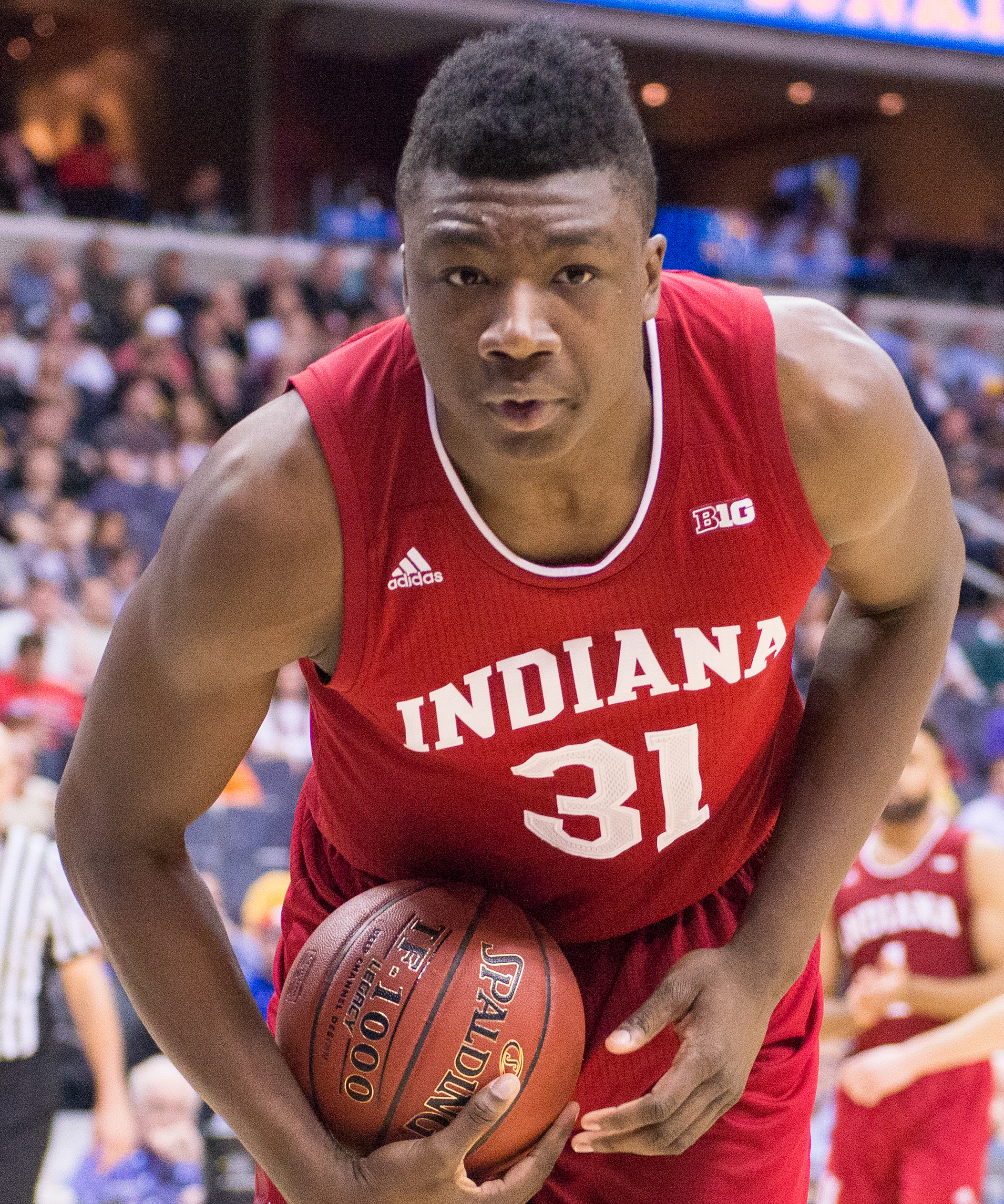
Bryant con los Hoosiers en 2017.

Jugó dos temporadas con los Hoosiers de la Universidad de Indiana, en las que promedió 12,2 puntos, 6,2 rebotes, 1,2 asistencias y 1,2 tapones por partido. En su primera temporada fue incluido en el mejor quinteto de novatos de la Big Ten Conference mientras que en la segunda lo fue en el tercer mejor quinteto de la conferencia por entrenadores y prensa.

#### Estadísticas
| Año     | Equipo  | PJ | PT | MPP  | %TC  | %3P  | %TL  | RPP | APP | ROB | TPP | PPP  |
| ------- | ------- | -- | -- | ---- | ---- | ---- | ---- | --- | --- | --- | --- | ---- |
| 2015–16 | Indiana | 35 | 35 | 22.6 | .683 | .333 | .706 | 5.8 | .5  | .5  | .9  | 11.9 |
| 2016–17 | Indiana | 34 | 34 | 28.1 | .519 | .383 | .730 | 6.6 | 1.4 | .7  | 1.5 | 12.6 |
| Total   | Total   | 69 | 69 | 25.3 | .592 | .373 | .718 | 6.2 | 0.9 | .6  | 1.2 | 12.2 |

### Profesional
Fue elegido en la cuadragésimo segunda posición del Draft de la NBA de 2017 por los Utah Jazz, pero sus derechos fueron traspasados a Los Angeles Lakers junto con los de la elección número 30 (Josh Hart) a cambio de la elección 28 Tony Bradley. El 30 de junio de 2018, tras haber pasado gran parte de la temporada con el equipo filial, los South Bay Lakers de G League, Bryant es cortado.
Por lo tanto, tras una temporada en el equipo angelino, se convirtió en agente libre y, el 2 de julio de 2018, ficha por Washington Wizards por $1,3 millones y una temporada.
El 10 de enero de 2021, los Wizards anunciaron que Bryant había sufrido un desgarro parcial del ligamento cruzado anterior en la rodilla izquierda durante la derrota ante Miami Heat (124-128) el día anterior, y que hará que se pierda el resto de la temporada.
Tras cuatro temporadas en Washington, el 6 de julio de 2022 firma un contrato por un año con Los Angeles Lakers.
El 9 de febrero de 2023 es traspasado a Denver Nuggets a cambio de Davon Reed y varias rondas de draft. El 12 de junio se proclama campeón de la NBA por primera vez en su carrera tras vencer a Miami Heat en la final de la NBA.
El 1 de julio de 2023 firmó contrato con los Miami Heat por dos temporadas y 5,4 millones de dólares. Tras diez partidos disputados, el 15 de diciembre es traspasado a los Indiana Pacers a cambio del derecho a intercambiar selecciones de segunda ronda en el draft de la NBA de 2031.

## Estadísticas de su carrera en la NBA
|  | Denota temporadas en las que fue Campeón de la NBA |

### Temporada regular
| Año     | Equipo      | PJ  | PT  | MPP  | %TC  | %3P  | %TL   | RPP | APP | ROB | TPP | PPP  |
| ------- | ----------- | --- | --- | ---- | ---- | ---- | ----- | --- | --- | --- | --- | ---- |
| 2017-18 | L.A. Lakers | 15  | 0   | 4.8  | .381 | .100 | .556  | 1.1 | .4  | .1  | .1  | 1.5  |
| 2018-19 | Washington  | 72  | 53  | 20.8 | .616 | .333 | .781  | 6.3 | 1.3 | .3  | .9  | 10.5 |
| 2019-20 | Washington  | 46  | 36  | 24.9 | .581 | .407 | .741  | 7.2 | 1.8 | .5  | 1.1 | 13.2 |
| 2020-21 | Washington  | 10  | 10  | 27.1 | .648 | .429 | .667  | 6.1 | 1.5 | .4  | .8  | 14.3 |
| 2021-22 | Washington  | 27  | 9   | 16.3 | .520 | .286 | .875  | 4.0 | .9  | .2  | .8  | 7.4  |
| 2022-23 | L.A. Lakers | 41  | 25  | 21.4 | .654 | .440 | .741  | 6.8 | .7  | .3  | .6  | 12.1 |
| 2022-23 | Denver      | 18  | 1   | 11.4 | .485 | .444 | .722  | 3.3 | .1  | .1  | .4  | 4.6  |
| 2023-24 | Miami       | 38  | 4   | 11.6 | .577 | .182 | .872  | 3.7 | .6  | .3  | .4  | 5.7  |
| 2024-25 | Miami       | 10  | 0   | 11.5 | .429 | .353 | 1.000 | 3.2 | .4  | .1  | .9  | 4.1  |
| 2024-25 | Indiana     | 56  | 8   | 15.1 | .515 | .321 | .830  | 3.9 | .9  | .5  | .6  | 6.9  |
| Total   | Total       | 333 | 146 | 17.7 | .582 | .346 | .778  | 5.1 | 1.0 | .3  | .7  | 8.9  |

### Playoffs
| Año   | Equipo  | PJ | PT | MPP | %TC  | %3P  | %TL  | RPP | APP | ROB | TPP | PPP |
| ----- | ------- | -- | -- | --- | ---- | ---- | ---- | --- | --- | --- | --- | --- |
| 2023  | Denver  | 1  | 0  | .5  | —    | —    | —    | .0  | .0  | .0  | .0  | .0  |
| 2024  | Miami   | 2  | 0  | 8.9 | .714 | .000 | .667 | 2.5 | .5  | .0  | .0  | 6.0 |
| 2025  | Indiana | 20 | 0  | 8.4 | .485 | .500 | .786 | 1.4 | .2  | .2  | .3  | 2.6 |
| Total | Total   | 23 | 0  | 8.0 | .525 | .450 | .765 | 1.4 | .2  | .2  | .3  | 2.8 |